# Nazaré, Bồ Đào Nha
Nazaré là một huyện thuộc tỉnh Leiria, Bồ Đào Nha. Huyện này có diện tích 83 km², dân số thời điểm năm 2001 là 15060 người.